# Дворище (Тернопольская область)
Дворище (укр. Дворище) — село в Купчинецкой сельской общине Тернопольского района Тернопольской области Украины.
До 2020 года входило в Козовский район.
Код КОАТУУ — 6123084005. Население по переписи 2001 года составляло 61 человек.

## Географическое положение
Село Дворище находится на правом берегу реки Стрыпа,
выше по течению на расстоянии в 2,5 км расположено село Денисов,
ниже по течению на расстоянии в 0,5 км расположено село Ишков,
на противоположном берегу — село Драгомановка.
Рядом проходит автомобильная дорога Т-2006.

## История
- 1992 год — дата основания.